# Yann Jouette
Pour les articles homonymes, voir Jouette.
Yann Jouette, né le 12 août 1972 est un graphiste et un réalisateur de films d'animation français.

## Engagement politique
Pour les élections régionales de 2015 il se présente avec le Parti pirate en Languedoc-Rousillon-Midi-Pyrénées.[réf. nécessaire]

## Filmographie

### Réalisation

#### Courts métrages d'animation
- 2001 : La Fabrik
- 2003 : L'Attaque des pieds de l'espace
- 2008 : Berni's Doll
- 2013 : Next Generation

### Écriture

#### Courts métrages
- 2006 : Temps de chien (Dogs Day) de Geoffroy de Crécy

## Récompenses
- 2008 : mention spéciale pour Berni's Doll au Festival international du film d'animation d'Annecy